# 1842
| 1842                                |
| ----------------------------------- |
| Dødsfald - Fødsler                  |
| • Begivenheder • Litteratur • Musik |

| Gregoriansk kalender | 1842 MDCCCXLII          |
| Ab urbe condita      | 2595                    |
| Armensk kalender     | 1291 ԹՎ ՌՄՂԱ            |
| Kinesiske kalender   | 4538 – 4539 辛丑 – 壬寅 |
| Etiopisk kalender    | 1834 – 1835             |
| Jødisk kalender      | 5602 – 5603             |
| Hindukalendere       |                         |
| - Vikram Samvat      | 1897 – 1898             |
| - Shaka Samvat       | 1764 – 1765             |
| - Kali Yuga          | 4943 – 4944             |
| Iransk kalender      | 1220 – 1221             |
| Islamisk kalender    | 1258 – 1259             |

Konge i Danmark: Christian 8. 1839-1848
Se også 1842 (tal)

## Begivenheder

### Januar
- 22. januar - en brand hærger i den norske by Trondheim

### Maj
- 26. maj - Prins Christian af Glücksborg bliver viet til Prinsesse Louise af Hessen. Bryllup finder sted på Amalienborg
- 30. maj - mordforsøg på dronning Victoria af John Francis

### August
- 21. august - byen Hobart på Tasmanien grundlægges

### November
- 11. november - den sønderjyske politiker Peter Hiort Lorenzen demonstrerer i Stænderforsamlingen i Slesvig med en berømt tale, hvor han "talede dansk - og vedblev, at tale dansk!"

### Udateret
- Bryggeriet Urquell i Pilsen lancerer verdens første pilsnerøl

## Født
- 4. februar – Georg Brandes, forfatter og samfundsdabattør. (død 1927).
- 2. marts – Carl Jacobsen, dansk brygger og mæcen. (død 1914).
- 8. maj – Emil Christian Hansen dansk ekspert i gæringsfysiologi. (død 1909).
- 26. maj – Johannes Hage, dansk politiker, godsejer, teglværksejer og museumsstifter (død 1923).
- 16. november – Hannibal Sehested, dansk konseilspræsident (død 1924).

## Dødsfald
- 26. juni – P. O. Brøndsted, dansk arkæolog.
- 28. juli – Clemens Brentano, tysk forfatter og digter.
- 8. oktober – C. E. F. Weyse, tysk-dansk komponist. 68 år.